# Filialkirche Aschau (Feldkirchen)

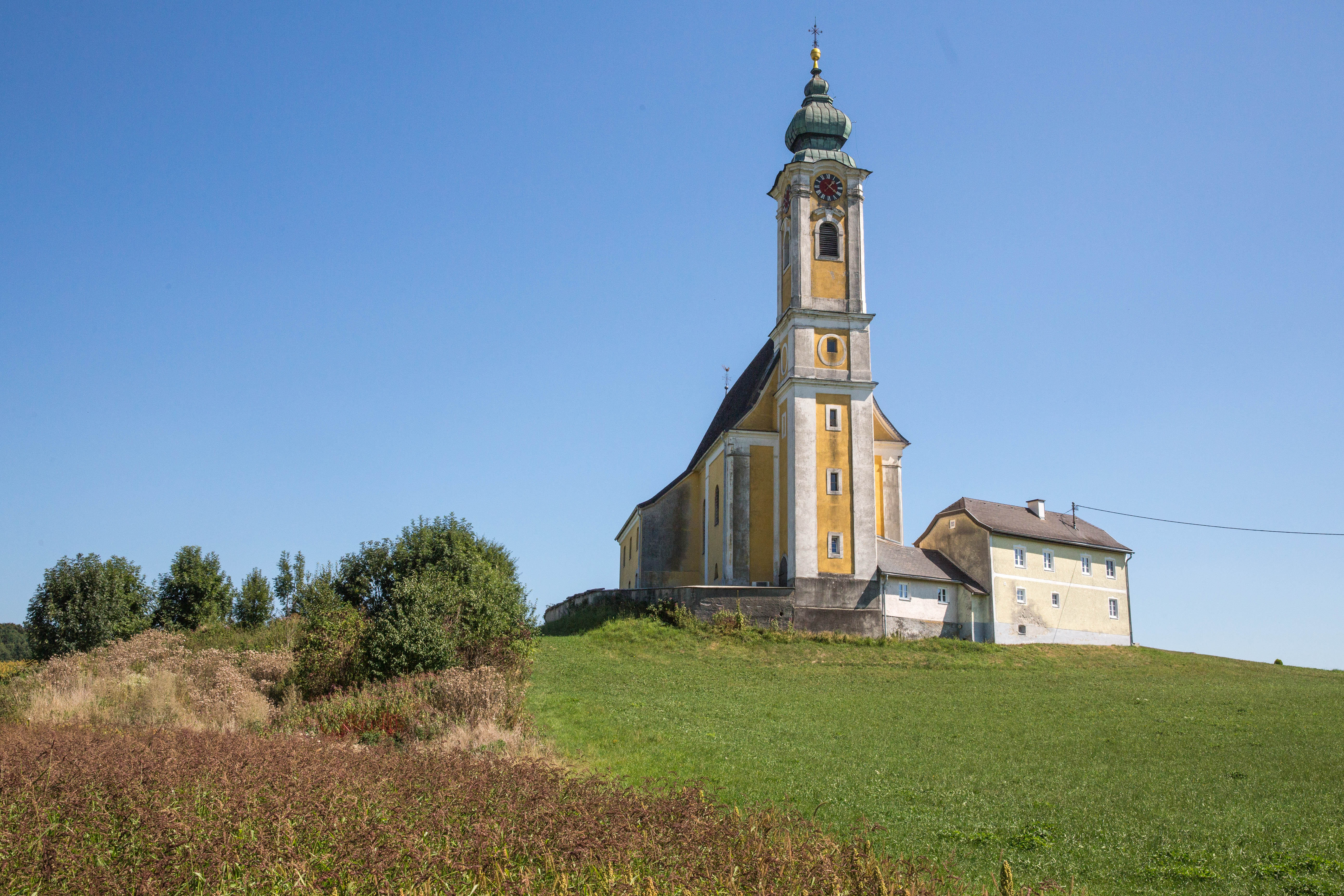
Katholische Filialkirche hl. Bartholomäus in Aschau

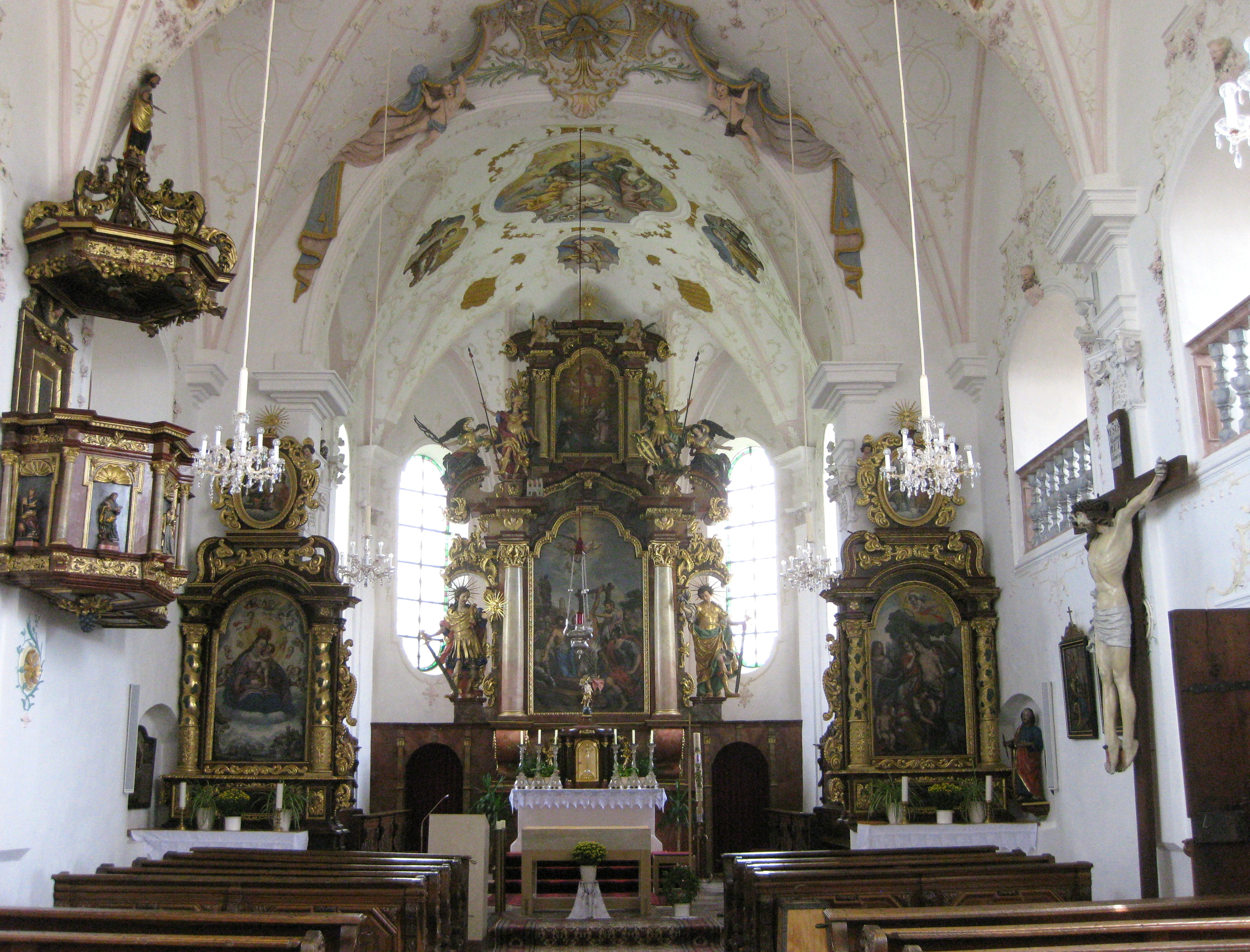
Langhaus, Blick zum Chor

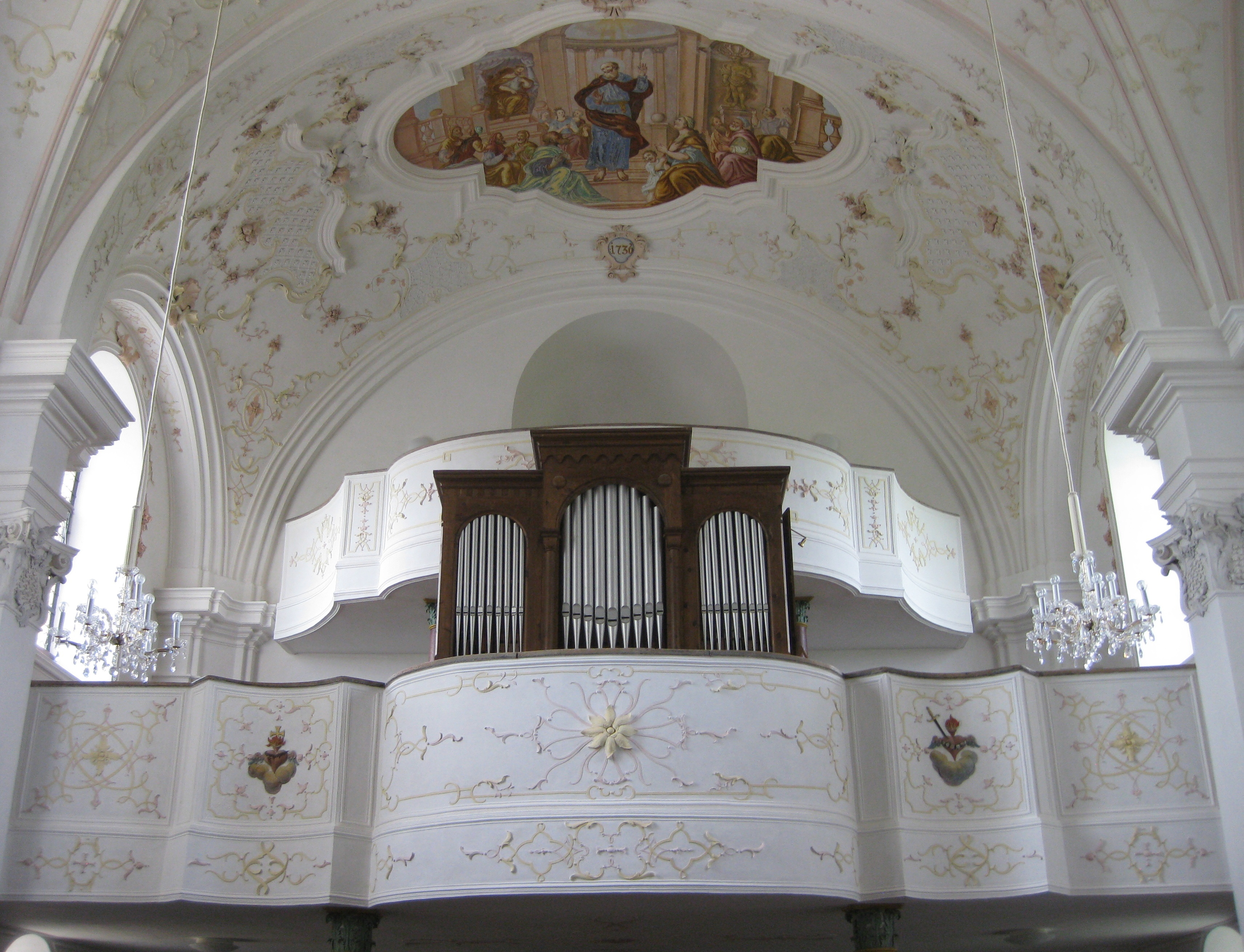
Langhaus, Blick zur Empore

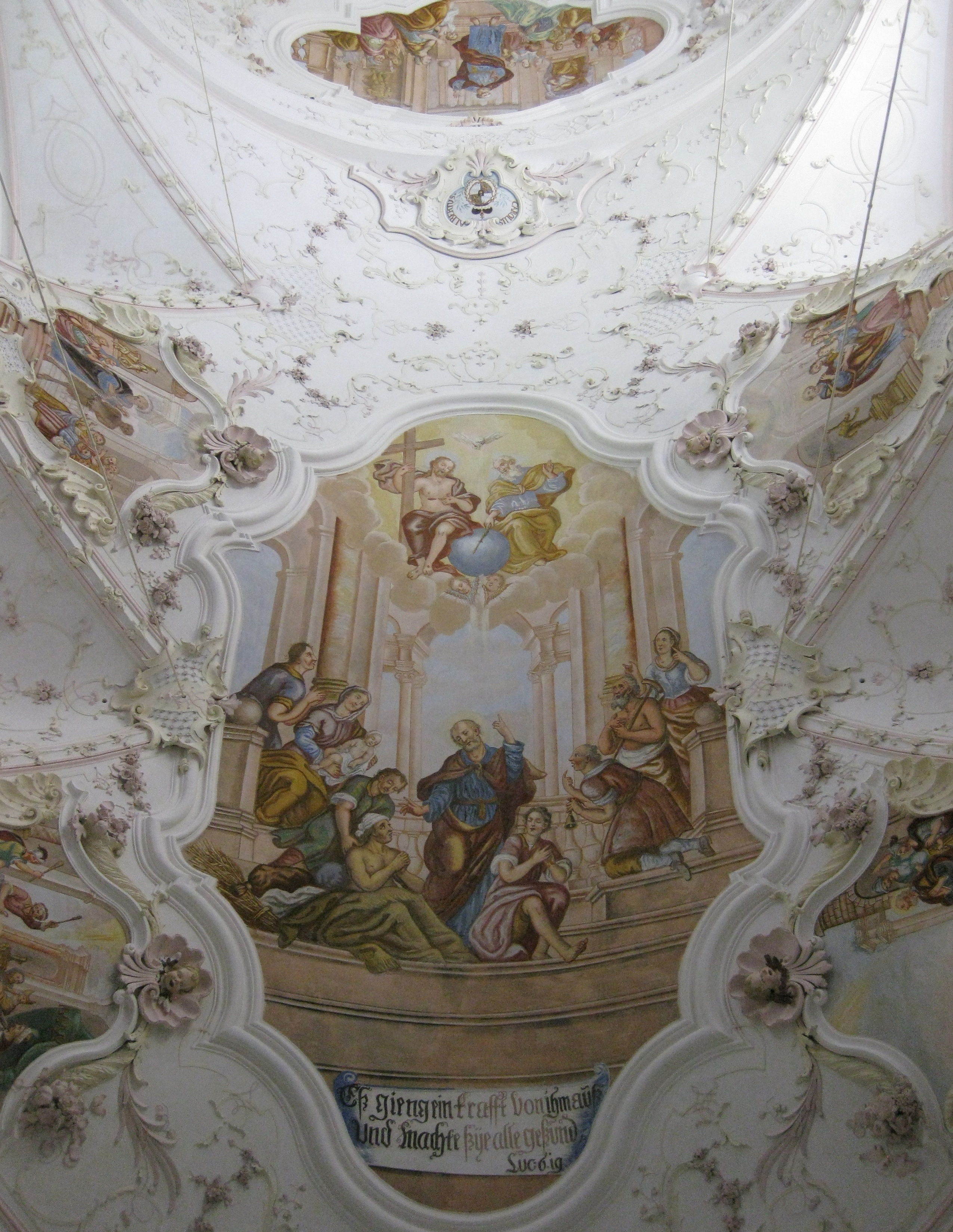
Gewölbemalerei

Die Filialkirche Aschau steht im Ort Aschau in der Gemeinde Feldkirchen bei Mattighofen in Oberösterreich. Die dem Patrozinium hl. Bartholomäus unterstellte römisch-katholische Filialkirche der Pfarrkirche Feldkirchen bei Mattighofen gehört zum Dekanat Mattighofen in der Diözese Linz. Die Kirche und das danebenstehende Mesnerhaus stehen unter Denkmalschutz (Listeneintrag).

## Geschichte
Eine Kirche wurde 1130 urkundlich genannt. Der ursprünglich gotische Kirchenbau wurde barockisiert. 1660 erfolgte beidseits ein Oratoriumsanbau. 1736 wurde das Langhaus um ein weiteres westliches Joch verlängert. Der Westturm ist aus 1736.

## Architektur
Das einschiffige vierjochige Langhaus, das westliche Joch ist platzlgewölbt, die drei östlichen ehemals gotischen Gewölbe wurden barockisiert. Der leicht eingezogene Chor aus 1460 hat einen Dreiachtelschluss mit einem ursprünglich gotischen Gewölbe barock verändert. Hinter dem Hochaltar sind die gotischen Wanddienste erhalten. Die Westempore ist geschwungen und hat zwei Geschoße. Der Westturm trägt einen Zwiebelhelm. Die Portalhallen um 1600 zeigen einen einfachen Stuck. Die Sakristeitür hat gotische Beschläge.

## Ausstattung
Die Gewölbe des Langhauses und des Chores haben einen reichen Stuck mit Bandl- und Gitterwerk von Johann Michael Vierthaler (1736). In den Stuckfeldern sind Gemälde mit Szenen aus dem Leben des Bartholomäus.

## Einrichtung
Der Hochaltar entstand um 1670/1680 und trägt Statuen vom Meister von St. Florian bei Helpfau und Altarbilder von Tobias Schinagl (1674). Die einfachen Seitenaltäre mit gewundenen Säulen zeigen Gemälde von Johann Miller aus Burghausen (1664). Die Kanzel ist aus dem Ende des 17. Jahrhunderts. Der spätgotische Kruzifix entstand um 1510/1520. Das Chorgestühl und die Kirchenstühle entstanden um 1735.